# Преднесение креста

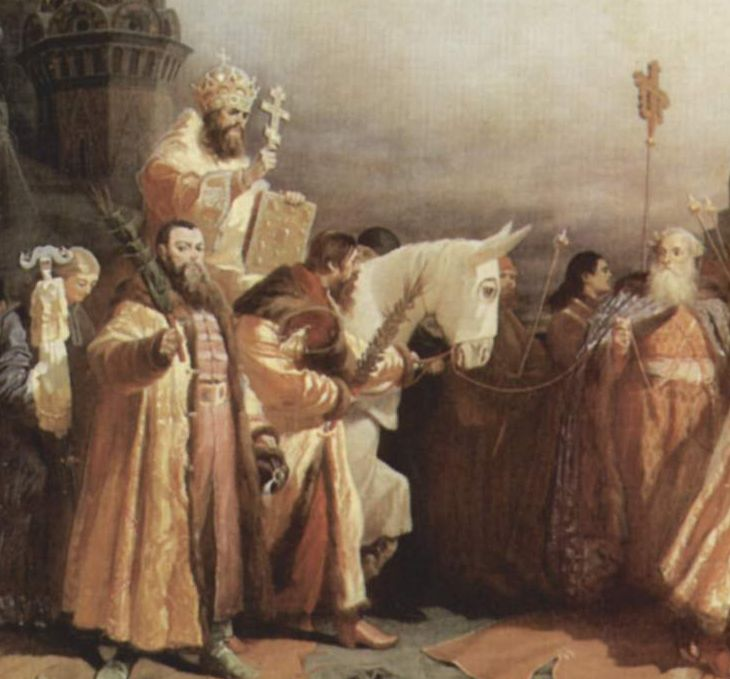
Преднесение креста во время шествия на осляти

Преднесе́ние креста́ — в православной традиции — привилегия предстоятеля церкви (в ряде случаев и других архиереев) на несение перед ними во время торжественных церемоний и на богослужениях распятия (предносного креста).
В Русской церкви предношение креста перед патриархом введено в ходе церковной реформы патриарха Никона. Во время суда над ним в 1666 году уже после первого заседания церковного собора ему запретили носить перед собой крест, что стало первым знаком лишения его первосвятительского сана.
В современной Русской церкви согласно Положению о богослужебно-иерархических наградах Русской православной церкви:

Правом преднесения креста за богослужениями обладают Святейший Патриарх Московский и всея Руси и Блаженнейший митрополит Киевский и всея Украины (в пределах Украины).

На Архиерейском соборе 2011 года данное положение было дополнено: в качестве высшей иерархической награды «по воле и указом Святейшего Патриарха Московского и всея Руси» правом преднесения креста за богослужениями могут быть удостоены, в пределах своих уделов, митрополиты, обладающие правом ношения двух панагий.
Правом преднесения креста за особые заслуги награждались: Исидор (Никольский), Владимир (Богоявленский), Питирим (Окнов), Сергий (Страгородский) (1932), Никодим (Ротов), Филарет (Вахромеев), Ювеналий (Поярков) и другие митрополиты.